# Landsväg i Chailly

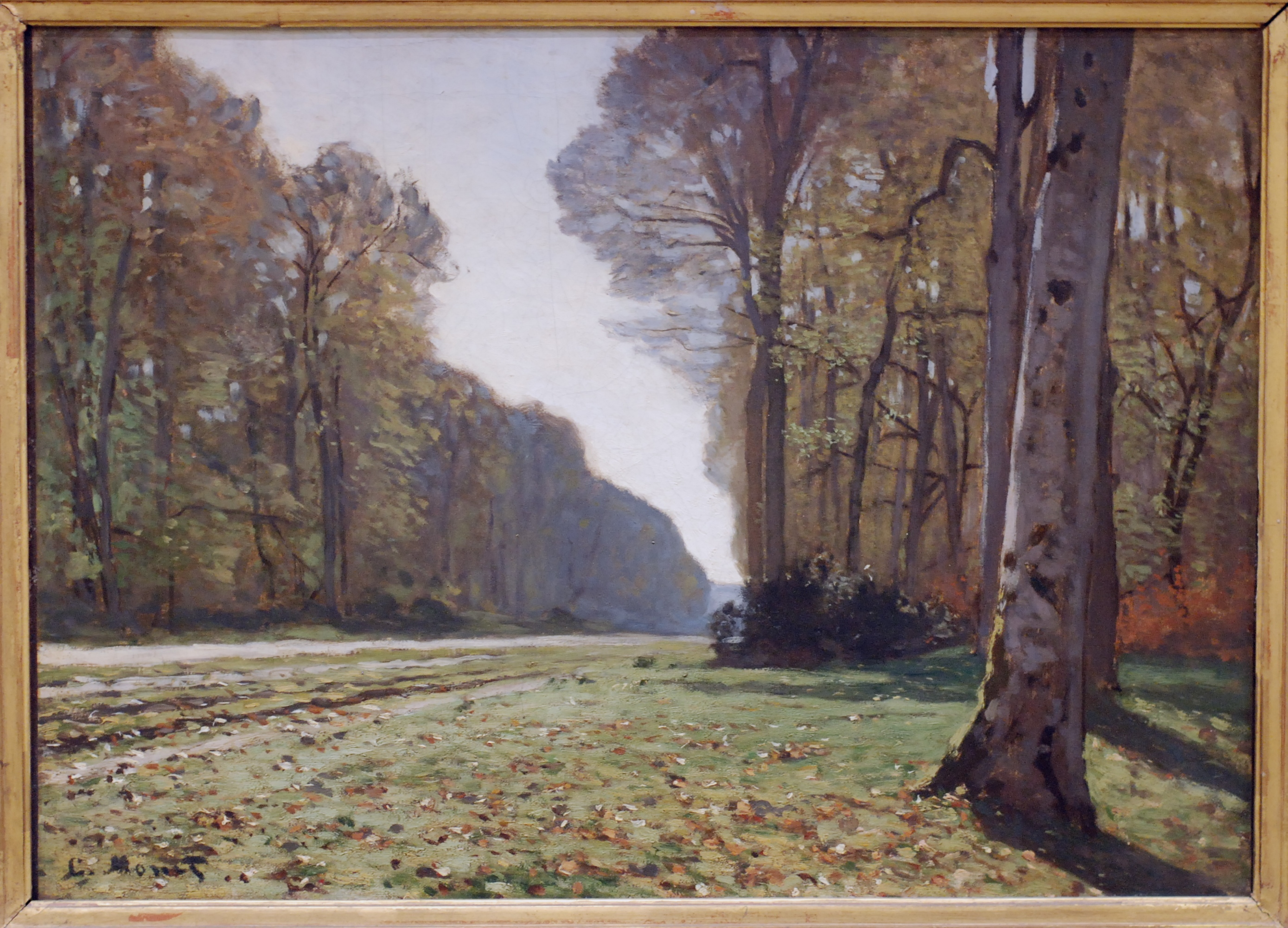
Versionen på Musée d'Orsay är mindre och målad på hösten.

Landsväg i Chailly (franska: Le pavé de Chailly) är två oljemålningar av den franske konstnären Claude Monet från 1865. Målningarna ingår i samlingarna på Ordrupgaard, norr om Köpenhamn, och Musée d'Orsay i Paris.
Monet reste från 1863 ofta till Chailly-en-Bière, en ort i utkanten av Fontainebleauskogen. Där inspirerades han av Barbizonskolan, som höll till i en närliggande by, och dess friluftsmåleri. Målningen kan ses som en förstudie till Monets monumentala och misslyckade Frukost i det gröna som också tillkom i Fontainebleauskogen.
De två versionerna av Landsväg i Chailly är målade vid olika årstider. Dessutom är Paris-versionen mindre (43,5 x 59,3 cm).